# Oxypogon stuebelii
El colibrí chivito del Nevado del Ruiz o barbudito canelo (Oxypogon stuebelii) es una especie de ave apodiforme de la familia Trochilidae (los colibríes) perteneciente al género Oxypogon. Es endémico de los Andes centrales de Colombia.

## Distribución y hábitat

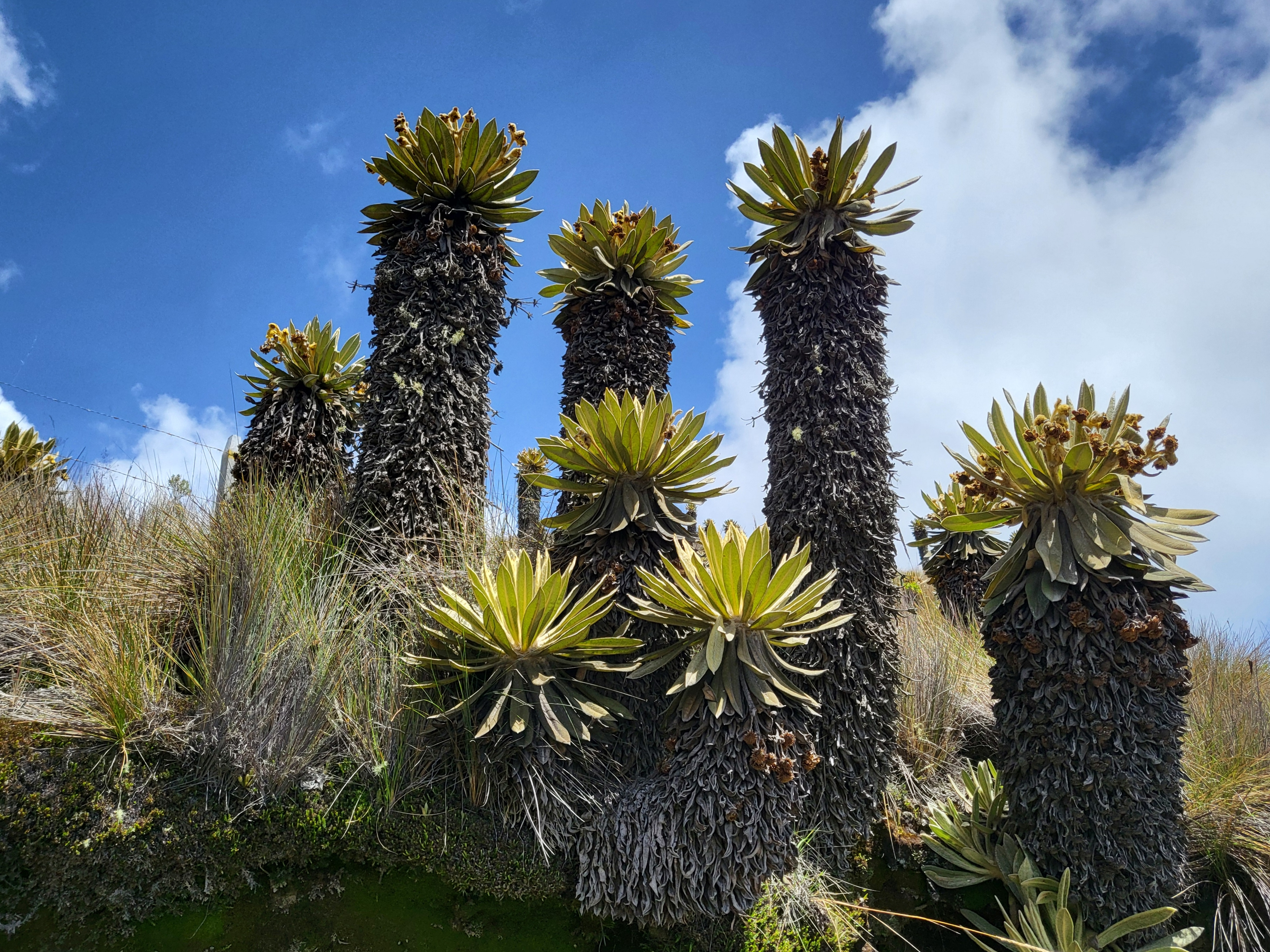
Frailejones en el Nevado del Ruiz, ejemplo de hábitat de la especie.

Se encuentra únicamente en una restringida zona en el centro de Colombia, en el Nevado del Ruiz, en la frontera entre los departamentos de Tolima y Caldas.
Esta especie es considerada poco común en su hábitat natural: el páramo húmedo, con abundancia de frailejones Espeletia hartwegiana, en altitudes entre 3000 y 5200 m.

## Descripción
Alcanza entre 11 y 12 cm de longitud, con pico de 1,5 cm de largo. Cresta de color bronceado a canela y negro y 1,7 cm de largo. Mancha triangular negruzca a ambos lados de la cara, alrededor de los ojos. Barba color canela y verde con el centro púrpura. Cuello a los lados color ante, en el centro blanco. Dorso verde oliva cobrizo. Vientre ante a bronce o marrón; con una línea amplia blanquecina a anteada sobre la rectriz externa y una línea ante alrededor del eje de las otras dos plumas externas. Cola bronceada con rayas color ante.

## Estado de conservación
El colibrí chivito del Nevado del Ruiz ha sido calificado como «vulnerable» por la Unión Internacional para la Conservación de la Naturaleza (IUCN) debido a su muy pequeña zona de distribución conocida, de tan solo 400 km2, y su población, estimada entre 250 y 1000 individuos maduros. A pesar de que una gran parte de su zona se encuentra dentro del Parque nacional natural Los Nevados, su hábitat preferido de páramo está siendo perdido y degradado rápidamente.

## Sistemática

### Descripción original
La especie O. stuebelii fue descrita por primera vez por el ornitólogo alemán Adolf Bernhard Meyer en 1884 bajo el nombre científico Oxypogon stübelii; su localidad tipo es: «volcán de Tolima, Andes centrales, Colombia».

### Etimología
El nombre genérico masculino «Oxypogon» es una combinación de las palabras del griego «oxus» que significa ‘agudo, pontudo’, y «pōgōn» que significa ‘barba’; y el nombre de la especie «stuebelii», conmemora al geólogo, vulcanólogo, arqueólogo y explorador alemán Moritz Alphons Stübel (1835-1904), recolector de especies en la América tropical.

### Taxonomía
Históricamnte, el género Oxypogon era considerado monofilético incluyendo apenas a Oxypogon guerinii, con cuatro subespecies, entre las cuales el presente taxón. En 2013, un estudio morfológico y morfométrico propuso la elevación de los cuatro taxones a la condición de especies plenas. La elevación a especie fue reconocida en la Propuesta No 609 al Comité de Clasificación de Sudamérica (SACC).
Es monotípica.